# Spigno Monferrato
Spigno Monferrato – miejscowość i gmina we Włoszech, w regionie Piemont, w prowincji Alessandria.
Według danych na styczeń 2010 gminę zamieszkiwało 1167 osób przy gęstości zaludnienia 21,3 os./1 km².